# Patto di Palazzo Giustiniani
La locuzione «patto di Palazzo Giustiniani» indica un accordo politico siglato fra Aldo Moro e Amintore Fanfani nel giugno del 1973 a Palazzo Giustiniani.

## Antefatti
Il 28 maggio, a causa dei continui dissidi riguardanti il divieto della trasmissione televisiva via cavo, il Partito Repubblicano Italiano (PRI) decise di revocare il suo sostegno esterno al secondo governo Andreotti. In un articolo pubblicato il 30 maggio su La Discussione, Aldo Moro espresse il desiderio di rifondare il centro-sinistra "organico" con il Partito Socialista Italiano (PSI). Ai primi di giugno del 1973 Aldo Moro si incontrò Amintore Fanfani a Palazzo Giustiniani, allora padrone di casa, in quanto presidente del Senato, per stringere un patto che andasse in questa direzione e quindi contro il governo di Giulio Andreotti.

## Conseguenze
Dal 6 al 10 giugno si tenne a Roma il XII Congresso della Democrazia Cristiana (DC). Fanfani, candidato alla segreteria del partito, promosse una riconciliazione con le forze dell'opposizione in concerto con Aldo Moro e Carlo Donat-Cattin. Il documento congressuale venne approvato all'unanimità, aprendo la strada a una nuova coalizione di centro-sinistra. Alla fine del congresso, Andreotti, preoccupato anche dall'effetto del ritiro del PRI dalla maggioranza, tenne una serie di incontri con i partiti della coalizione per discutere sulla prosecuzione del suo governo. L'8 luglio 1973 fu varato un nuovo esecutivo di centro-sinistra, il governo Rumor IV.
Il patto ritardò il passaggio generazionale a favore di Ciriaco De Mita e Arnaldo Forlani. Si tratta di una vulgata che però solleva dei dubbi, anche perché pare il perfetto pendant al "patto di San Ginesio" con cui nell'agosto 1969 (nell'ambito di un convegno di studio sulle Regioni) la sinistra di Ciriaco De Mita aveva stretto un "patto generazionale" che tre mesi dopo aveva portato Arnaldo Forlani a esser eletto a larghissima maggioranza segretario della DC. Nel momento in cui il patto di palazzo Giustiniani fu stretto, parve soprattutto un modo per irreggimentare un partito scosso dalle contestazioni dei primi anni settanta: esso preparò l'ascesa di Fanfani alla segreteria, per gestire la campagna per il referendum sul divorzio, e contemplava l'ipotesi subordinata dell'indicazione di un moroteo (sarebbe stato Benigno Zaccagnini) nel caso in cui la strategia fanfaniana non avesse avuto successo.